# 诺森布里亚方言
诺森布里亚方言是指东北英格兰诺森布里亚地區使用的英語方言，也有些人认为诺森伯利亚方言是一种獨立於英語的语言，理由是該語言無法與标准英语互通，而且該語言也比較像苏格兰语。